# Иштымбальское сельское поселение
Иштымбальское сельское поселение — муниципальное образование (сельское поселение) в составе Куженерского района Марий Эл Российской Федерации.
Административный центр поселения — деревня Иштымбал.

## История
Статус и границы сельского поселения установлены Законом Республики Марий Эл от 18 июня 2004 года № 15-З «О статусе, границах и составе муниципальных районов, городских округов в Республике Марий Эл».

## Население
| 2010 | 2011 | 2012 | 2013 | 2014 | 2015 | 2016 | 2017 | 2018 |
| ---- | ---- | ---- | ---- | ---- | ---- | ---- | ---- | ---- |
| 768  | ↘765 | ↘736 | ↘709 | ↘695 | ↘694 | ↘681 | ↗690 | ↘654 |
| 2019 | 2020 | 2021 | 2023 |      |      |      |      |      |
| ↘653 | ↘620 | ↘533 | ↘509 |      |      |      |      |      |

## Состав поселения
В состав сельского поселения входят 7 деревень:
| № | Населённый пункт | Тип населённого пункта          | Население |
| - | ---------------- | ------------------------------- | --------- |
| 1 | Большой Царанур  | деревня                         | 124       |
| 2 | Иштымбал         | деревня, административный центр | 408       |
| 3 | Лонганер         | деревня                         | 2         |
| 4 | Малый Царанур    | деревня                         | 72        |
| 5 | Нурсола          | деревня                         | 40        |
| 6 | Пукшалмучаш      | деревня                         | 40        |
| 7 | Чодраял          | деревня                         | 70        |

В 2025 году деревня Халтурино включена в состав деревни Малый Царанур.